# تماس (عرض نفسي)
التماس كعرض طبي، هو عرض محسوس تتم ملاحظته أثناء الحديث يحدث عادة في حال كان الشخص يمر بحالة من القلق العالي، كأحد مظاهر الذهان المعروف بالفصام، في حالات الخرف أو في حالات الهذيان. 

## التعريف
يشير هذا المصطلح ببساطة لاضطراب فكري يتضح عند الكلام بغير مجرى الخطاب الرئيسي، مثل هذا الشخص حين يتحدث عن موضوع ما يحيد تماماً عن موضوع النقاش. يمكن تعريفه بطريقة أفضل كالتالي: الخطاب الغير قادر على إجابة سؤال لائقة من أول لحظة وإنما يحيد عن ارتباط الموضوع ليجيب عن سؤال بطريقة ليست صحيحة من خلال حديثه عن مواضيع لها صلة بعيدة بالسؤال.  